# 1988 FF
1988 FF är en asteroid i huvudbältet som upptäcktes den 16 mars 1988 av de båda japanska astronomerna Seiji Ueda och Hiroshi Kaneda i Kushiro.
Asteroiden har en diameter på ungefär 14 kilometer och den tillhör asteroidgruppen Dora.